# Tomáš Páv
Tomáš Páv (* 22. září 1937 Praha) je bývalý český fyzik a politik, v 90. letech 20. století poslanec České národní rady a Poslanecké sněmovny za ODS, pak člen dozorčích rad podniků kontrolovaných státem.

## Biografie
Vystudoval Matematicko-fyzikální fakultu Univerzity Karlovy. Absolvoval rovněž postgraduální studium knihovnictví a archivnictví a následně i výpočetní techniky. Pracoval v podniku Tesla Holešovice, později na Pedagogické fakultě v Ústí nad Labem. V letech 1970–1996 byl vědeckým pracovníkem v Ústavu jaderného výzkumu Řež, kde se zabýval radiační stabilitou materiálů tlakových nádob jaderných reaktorů. Je ženatý, má tři syny.
Ve volbách v roce 1992 byl zvolen do České národní rady za ODS (volební obvod Praha). Zasedal v rozpočtovém výboru.
Od vzniku samostatné České republiky v lednu 1993 byla ČNR transformována na Poslaneckou sněmovnu Parlamentu České republiky. Zde obhájil mandát v sněmovních volbách v roce 1996. V letech 1996–1998 zasedal kromě rozpočtového výboru i ve výboru organizačním, dále byl předsedou podvýboru pro kontrolu, ze kterého se stal později samostatný výbor. Během krize a štěpení v ODS na přelomu let 1997–1998 zůstal v ODS, ale počátkem roku 1998 se zdržel hlasování, když se ve sněmovně o důvěru ucházela vláda Josefa Tošovského, proti níž jinak většina klubu ODS hlasovala. V sněmovních volbách 1998 se uvádí jako kandidát ODS na obtížně volitelné pozici kandidátní listiny. Zvolen nebyl.
V komunálních volbách roku 1998 byl zvolen do zastupitelstva městské části Praha 13 za ODS (zároveň usedl do rady). Uvádí se tehdy jako poradce předsedy rozpočtového výboru sněmovny. Byl i místostarostou, ale v roce 2001 na funkci rezignoval z pracovních důvodů. V komunálních volbách roku 2002 kandidoval, ale nebyl zvolen (profesně nyní zmiňován jako tajemník dozorčí rady). Opětovně byl do zastupitelstva zvolen v komunálních volbách roku 2006 (profesí státní zaměstnanec).
V roce 2001 se uvádí jako tajemník dozorčí rady České konsolidační agentury. Udržoval i kontakt s poslaneckou sněmovnou. Ještě k roku 2006 se zmiňuje jako jeden z bývalých poslanců, kteří pracují pro klub ODS. V listopadu 2006 byl zvolen do dozorčí rady Českých aerolinií. Z této dozorčí rady byl ovšem odvolán již v dubnu 2007. Od roku 2008 je ve starobním důchodu.